# Hohberg (Sohland an der Spree)
Der Hohberg (366,2 m), volkstümlich Hubbrch, ist ein Berg im Landkreis Bautzen in Sachsen. Er liegt südöstlich des Ortszentrums von Sohland an der Spree im Lausitzer Bergland und ist nicht zu verwechseln mit dem knapp vier Kilometer nordwestlich gelegenen Hohberg (426 m) bei Schirgiswalde.

## Geographie
Die bewaldete Kuppe erhebt sich linksseitig des Spreetales. Sie wird im Westen vom Sohlander Dorfbach und im Osten vom Rosenbach umflossen. Nördlich des Hohberges verläuft die Bahnstrecke Oberoderwitz–Wilthen, südlich die Staatsstraße 116 von Sohland nach Schluckenau. Südlich des Hohberges befindet sich das Bismarckdenkmal. Am Fuße des Hohberges erstrecken sich im Norden Niedersohland, im Nordosten Neusorge, im Osten Äußerstniedersohland, im Südosten Äußerstmittelsohland, im Südwesten Obersohland und im Westen Mittelsohland.
Im Norden erhebt sich der Frühlingsberg (353 m), im Nordosten der Schafberg (348 m), südöstlich der Hornsberg (402 m) und im Süden der Brandbusch (443 m).

## Beschreibung
Der Hohberg ist eine dem dritten Bergrücken des Lausitzer Berglandes nördlich vorlagerte Erhebung und bildet einen Abschnitt der Randhöhen des obersten Spreetales. Auf seinem Gipfel befinden sich niedrige Granodioritklippen. Nördlich des Berges liegt der Rote Hof, westlich die Sternwarte "Bruno H. Bürgel" und südöstlich der Rosensee. Südlich des Hohberges befindet sich an der Staatsstraße in der Senke zum Brandbusch das Bismarckdenkmal.
Auf alten Karten wird der Hohberg als Hoppricht oder Hofeberg bezeichnet.
Der Berg ist wenig frequentiert, da sein bewaldeter Gipfel keine Aussicht bietet. Dagegen bieten sich am Rande der isolierten Hohberg-Waldfläche gute Aussichten über die umliegenden Täler mit den verstreuten Ortslagen von Sohland. Der über den Nordhang führende, grün markierte Wanderweg von Uhyst am Taucher nach Äußerstniedersohland gewährt einen weiten Blick über das Spreetal mit dem Stausee Sohland bis zu den Kälbersteinen.